# Al Qabbaytah (huyện)
Huyện Al Qabbaytah là một huyện thuộc tỉnh Lahij, Yemen. Đến thời điểm năm 2003, huyện này có dân số 94516 người